# حاشد

حاشد (خط المسند: )
قبيلة يمنية قديمة من قبائل همدان وأقدم ذكر يشير إليها يعود للقرن الرابع قبل الميلاد. هي أكثر القبائل نفوذاً سياسيا في الجمهورية اليمنية منذ سقوط الملكية عام 1962 وبعد الوحدة اليمنية تشكل هي وقبائل بكيل قسمي قبائل همدان اليمنية من عصور قديمة.

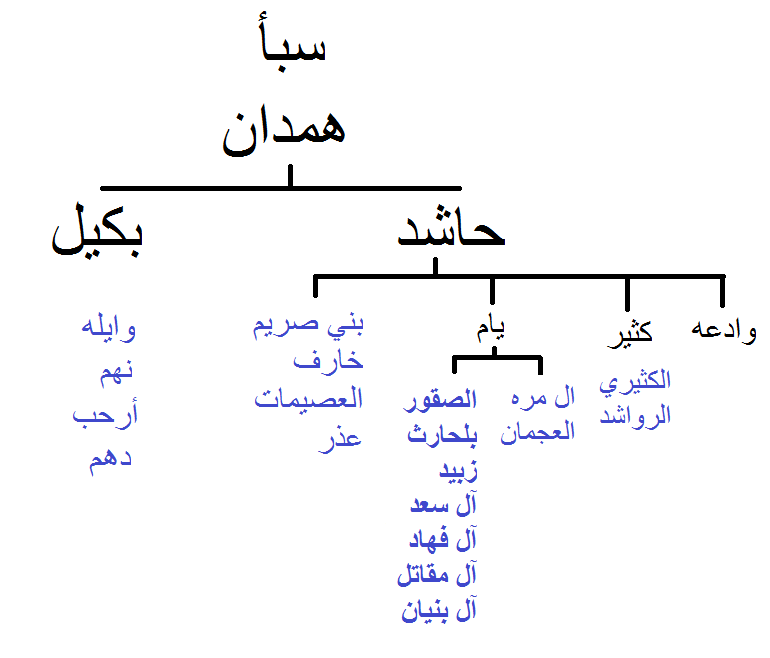
شجرة قبائل همدان

## التاريخ القديم
تنتمي حاشد وفق نصوص خط المسند السبئية إلى اتحاد «سمعي» وأول النصوص السبئية المشيرة إليهم يعود للقرن الرابع قبل الميلاد ويحكي عن حملة عسكرية شنها حاشدي أيام الملك أنمار بن وهبئيل ولا يٌعرف الكثير عن تفاصيل الحملة للتلف الذي أصاب النقش نتيجة الإهمال هذا أقدم النصوص المكتشفة إلى الآن عن حاشد واكتشفت كتابة أخرى تعود للقرن الثالث قبل الميلاد تشير إلى زعيم قبلي يدعى ناصر يهأمن وكان نافذا وله أتباع ويضاهي في قوته ملك مملكة سبأ نفسه  كان الملك في هذه الفترة ينتمي لهمدان ولا يُعرف إن كان من حاشد أو بكيل بالضبط وورد نص لهم (حاشد) يحكي حملة أخرى شنوها على أعراب لم يسموهم ولكنهم ذكروا في النص أنهم «أدبوا من تطاول على أسيادهم ملوك سبأ» الملاحظ أن زعماء حاشد كانوا يلقبون أنفسهم بملوك سبأ رغم وجود ملك سبئي شرعي ولكن الملك كان منهم فلم يجد حرجا لوصف أنفسهم بالملوك واعتبارهم مشاركين له في السلطان
بدأ يتزايد نفوذ حاشد وتمكنوا في آواخر القرن الثاني قبل الميلاد وفي العام 145 ق.م تحديدا من تنحية ملك سبأ كربئيل وتر الخامس الذي كان ينتمي لبكيل هذه الفترة كانت فترة انحطاط مملكة سبأ وتفككها ودخولها في صراعات داخلية عديدة فانفصلت مملكة حضرموت وظهرت مملكة حمير وتبدلت خارطة التحالفات أكثر من مرة بين حاشد وحضرموت ضد حمير ومن ثم حمير وحضرموت ضد حاشد كانت بداية الحرب الطويلة التي أنهكت اليمن والناس لدرجة أن المزارعين والناس العاديين كانوا يتوسلون الآلهة أن توقف القتال وتمن بالسلام على أرض سبأ تولى الملك شاعر أوتر زعامة حاشد ووفقا لكتابات أمر بتدوينها، تمكن من إخماد التمردات في مناطق عديدة في نجران وتمرد ربيعة آل ثور ملك مملكة كندة في قرية الفاو  وتمرد من قبيلة الأشاعرة في تهامة وأخمد تمرداً في حضرموت وظفار، وفقا للكتابات التي أمر بتدوينها بنفسه. وخاض معارك عديدة مع قبائل خولان وأحرق حقولهم وتوفي شاعر أوتر في العام 60 ق.م انتقل ملك مملكة سبأ بعد وفاته لإيلي شرح يحضب زعيم بكيل. برغم الكتابات المكتشفة عن «الانتصارات»، لا يظهر أنها أضعفت أعدائهم كثيراً بدلالة استمرار الاضطرابات. سيطر الحميريين على صنعاء عام 100 بعد الميلاد، واستمرت المعارك القبلية حتى العام 275 وتوحيد البلاد بقيادة شمر يهرعش الحميري.

## التاريخ الوسيط
أسلموا جميعهم بعد قدوم علي بن أبي طالب وبإسلامهم تتابع أهل اليمن بالإسلام وفقا للطبري. وورد أن رجلا منهم يدعى مالك بن نمط الهمداني وهو من خارف وفد على النبي محمد لم ترتد همدان عن الإسلام بعد وفاة النبي وشاركوا في الفتوحات أيام أبي بكر الصديق واختطوا لهم خطة بالكوفة واستوطنوا بأعداد كبيرة في الجيزة في مصر. واستوطنوا بالأندلس وابتنوا لهم قلعة همدان في غرناطة واستقروا في منطقة أليندين وكانوا من أوائل المستوطنين فيها.
الملاحظ بشأن همدان هو موالاتهم علي بن أبي طالب خلال خلافته فجلهم كان مع علي في موقعة الجمل وموقعة صفين قائدهم سعيد بن قيس الهمداني. قُتل منهم خلق كثير في صفين وقتل أبي ثمامة الصائدي الحاشدي في معركة كربلاء هو وزياد بن عريب الصائدي وسيف بن الحرث بن سريع الجابري وغيرهم. انضمت همدان إلى المختار الثقفي في ثورته لتقصي قتلة الحُسين. وذهب شرحبيل بن ورس الهمداني على رأس ثلاثة آلاف مقاتل جلهم من الموالي إلا سبعمائة صوب المدينة ومن ثم إلى مكة بغية محاصرة عبد الله بن الزبير إلا أنه قُتل قرب مكة.
في عام 893 قدم الإمام يحيى بن الحسين الرسي إلى صعدة من المدينة المنورة، وبدأ المذهب الزيدي ينتشر ببطئ في أوساط قبائل المنطقة ومنها حاشد. أقام علي بن محمد الصليحي دولة إسماعيلية تابعة إسميا للدولة الفاطمية والتي عرفت بالدولة الصليحية، قاتل الصليحي حاشد وأخضع زعمائهم الاقطاعيين، ووسع مملكته لتشمل بلاد اليمن ومكة. سقطت الدولة الصليحية بوفاة الملكة أروى الصليحي. خضعت حاشد للدولة الرسولية ولكنها لم تخضع للدولة الطاهرية وقاتلتهم إلى جانب الأئمة الزيدية. كانت حاشد معروفة بأنها أحد «جناحي الأئمة الزيدية» ومن القبائل التي قاتلت العثمانيين وأجلتهم عن البلاد عام 1636 بقيادة الأئمة المؤيد محمد بن القاسم والمتوكل على الله إسماعيل.

## التاريخ الحديث
انضم عبد الله بن حسين الأحمر لمعسكر الجمهوريين بقيادة الرئيس عبد الله السلال خلال الحرب الأهلية في شمال اليمن في الستينات، بسبب إعدام الإمام الراحل أحمد حميد الدين لاثنين من مشايخ قبيلته، إثر إعلان تمردهم على سلطته وهو في روما وانضمامهم لمؤامرة قادها ابنه محمد البدر حميد الدين، فعاد الإمام أحمد بن يحيى حميد الدين إلى بلاده وخطب قائلا:
خلال الحرب، كانت حاشد تقف على مسافة واحدة من السعودية ومصر، فلم يؤمن لهم جانب وعرفت وأضرابها من القبائل بأنهم  جمهوريون في النهار وملكيون في الليل . تتلقى الأموال والأسلحة من الطرفين فعبد الله بن حسين الأحمر فهم الحرب أنها وسيلة سريعة للثراء والتسلح المجاني.

## قبائل حاشد
وفق بعض التقديرات فإن المسلحين التابعين لمشايخهم في اليمن يقاربون الثلاثمائة ألف مسلح  أما أعدادهم ككل فلا توجد إحصائية بشأن كذلك ولكنهم يقتربون من خمسة إلى سبعة ملايين نسمة (مع بكيل). ومصادر أخرى ترجح ثلاثة ملايين (مع بكيل) وهو للواقع أقرب. حاشد هو قسم تنتمي إليه قبائل عديدة داخل وخارج الجمهورية اليمنية، توجد قبيلة الكثيري والجابري في حضرموت ولكن مشيختهم منفصلة وقبيلة يام وآل مرة والعجمان أصولهم من حاشد ولكن الحديث هنا هو عن القبائل السبعة التي كان يقودها عبد الله بن حسين الأحمر:
| - بنو صريم - خارف - العصيمات - عذر | - ذو غيثان - ذو قاسم - العراجلة |

## المشيخة
- بنو صريم، ومشائخهم آل عاطف
- خارف، ومشائخهم آل شوارب
- العصيمات، ومشائخهم آل الاحمر
- عذر، ومشائخهم آل الدوحمي